# Universidad Stockton
La Universidad Stockton (Stockton University en inglés y oficialmente) es una universidad pública ubicada en Galloway, Nueva Jersey (Estados Unidos). 

## Historia
La universidad fue fundada en 1969 con el nombre de South Jersey State College, que posteriormente se cambió a Stockton State College para recordar a Richard Stockton, uno de los firmantes de la Declaración de Independencia de los Estados Unidos por Nueva Jersey. En 1993 se cambió de nuevo, a Richard Stockton College of New Jersey y el 18 de febrero de 2015 al actual de Stockton University.

## Deportes
Stockton compite en la New Jersey Athletic Conference de la División III de la NCAA.